# Mendeliškė
Mendeliškė − kolonia na Litwie, w okręgu uciańskim, w rejonie jezioroskim, w gminie Turmont. W 2011 roku była wyludniona.